# Richard de Grey (Adliger, † vor 1272)
Richard de Grey (* vor 1198; † vor 1272) war ein englischer Adliger. Ursprünglich ein Ritter des königlichen Haushalts und Seneschall der Gascogne, gehörte er während des Zweiten Kriegs der Barone zu den führenden Rebellen gegen den König.

## Herkunft
Richard de Grey wurde spätestens 1198 als ältester Sohn von Henry de Grey und von dessen Frau Isolda († 1246) geboren. Sein Vater war ein kleiner Baron, der Ländereien in Derbyshire mit Codnor Castle sowie in Thurrock in Essex besaß, seine Mutter war eine Schwester und Teilerbin von Robert Bardolf aus Grimston in Nottinghamshire. Nach dem Tod seines Vaters 1219 erbte Grey Codnor und Thurrock.

## Ritter im Dienst des Königs
Während des Ersten Kriegs der Barone unterstützte Grey König Johann, der ihn mit von Rebellen abgenommenen Ländereien belohnte. Dazu gehörten die Ländereien von John de Humez († 1223), mit dessen Tochter und Erbin Lucy Grey wahrscheinlich bereits verheiratet war. Vor 1220 gehörten Grey und sein jüngerer Bruder John Grey zu den Rittern des königlichen Haushalts von Heinrich III., wofür sie eine jährliche Pension von £ 20 erhielten. Im Dienst des Königs diente er während des Französisch-Englischen Kriegs 1224 im Poitou und 1226 als Verwalter der Kanalinseln Guernsey und Jersey. 1230 nahm er am erfolglosen Feldzug des Königs nach Frankreich teil. 1232 unternahm er eine Wallfahrt nach Santiago de Compostela. Von 1235 bis 1236 diente er als Sheriff von Northumberland und 1239 als Sheriff von Essex und Hertfordshire. Ende der 1230er und in den 1240er Jahren diente er häufig in den Welsh Marches. 1241 nahm er an dem Turnier in Hertfordshire teil, bei dem Gilbert Marshal, 4. Earl of Pembroke getötet wurde. 1242 stiftete er dem Karmeliterorden Grundbesitz in Aylesford in Kent. Dort gründete der Orden seine erste Niederlassung außerhalb des Heiligen Landes.

## Dienst in der Gascogne
1248 wurde Grey zum Seneschall der Gascogne ernannt. In diesem Amt wurde er jedoch rasch durch Simon de Montfort, 6. Earl of Leicester abgelöst, dessen Vasall er in Northamptonshire war. Nachdem Grey bereits vor 1241 ein Kreuzzugsgelübde abgelegt hatte, schwor er 1252 zusammen mit seinem Bruder John und anderen Angehörigen des königlichen Haushalts erneut, zum Kreuzzug ins Heilige Land aufzubrechen. 1252 wurde er erneut zum Verwalter der Kanalinseln ernannt, in diesem Amt wurde er 1254 vom Thronfolger Lord Eduard abgelöst. 1253 diente er kurzzeitig erneut als Seneschall der Gascogne. Zusammen mit seinem Sohn John und seinen Brüdern John und William folgte er 1254 Heinrich III. in die Gascogne, wo der König eine Revolte gegen seine Herrschaft niederschlagen musste. Von der Gascogne begleitete er den König nach Paris. Nach seiner Rückkehr nach England schied er 1255 aus dem Dienst des Königs aus und zog sich auf seine Güter zurück. Für 1256 ist belegt, dass er ein Schiff namens Portjoye besaß, das Wein aus der Gascogne nach England importierte.

## Unterstützer der Adelsopposition
1258 trat er als Anhänger der Reformbewegung und als enger Verbündeter von Simon de Montfort wieder hervor. Er wurde von den Anhängern der Adelsopposition zu einem der zwölf Vertreter der Barone gewählt, die ein Reformprogramm der Herrschaft des Königs erarbeiten sollten. Nachdem das Parlament im Juni 1258 dieses Reformprogramm, die Provisions of Oxford beschlossen hatte, wurde Grey in den fünfzehnköpfigen Staatsrat gewählt. Dazu wurde er Constable des strategisch wichtigen Dover Castle, Warden of the Cinque Ports und Kämmerer von Sandwich. Als Kommandant dieser wichtigen südostenglischen Häfen sollte er verhindern, dass die exilierten königlichen Günstlinge, die sogenannten Lusignans, Geld außer Landes schafften. Als Grey 1259 gemäß königlicher Anordnung einen päpstlichen Boten bei Dover an Land ließ, widersprach dies den Wünschen des Staatsrats. Entsprechend wurde er in seinen Ämtern durch den Justiciar Hugh Bigod ersetzt. Er gehörte dennoch weiter dem Staatsrat an und begleitete den König Ende 1259 nach Paris, wo dieser einen Friedensvertrag mit dem französischen König schloss. Im Januar 1260 kehrte Grey mit Simon de Montfort nach England zurück. Er gehörte vermutlich zu der Gruppe der Barone, die Anfang Februar trotz des Verbots des weiter in Frankreich weilenden Königs das nach den Provisions of Oxford fällige Parlament zu Lichtmess abhalten wollten. Als die Regierung der Barone sich zerstritten auflöste, unterwarf sich Grey im Herbst 1260 dem König und zog sich wieder auf seine Besitzungen zurück.

## Rolle im Krieg der Barone
Als Montfort im Juli 1263 wieder die Regierung übernahm, kehrte Grey wieder an den Hof zurück und wurde erneut Constable von Dover Castle. In dieser Position weigerte er sich im Dezember 1263, selbst dem König die Burg zu übergeben. Anschließend gehörte er der Abordnung der Adelsopposition an, die im Konflikt über die Provisions of Oxford nach Frankreich reiste, um dort einen Schiedsspruch des französischen Königs Ludwig IX. zu erwarten. Als dieser im Mise of Amiens die Provisions für ungültig erklärte, kam es in England zum offenen Zweiten Krieg der Barone gegen den König. Zusammen mit seinem Sohn John gehörte Grey zur Besatzung von Dover Castle. Dabei unterstützte er im April 1264 Montfort bei der vergeblichen Belagerung von Rochester Castle. Als Kommandant von Dover Castle nahm er nicht an der Schlacht von Lewes teil, doch nach dem klaren Sieg Montforts über den König übernahm dieser wieder die Regierung und ernannte am 27. Mai Grey zum Kommandanten von Rochester Castle, während Montforts Sohn Henry an seiner Stelle Kommandant von Dover Castle wurde. Anscheinend blieb er in den nächsten Monaten weiter in Südostengland, bis er im Juli 1265 zur Armee von Simon de Montfort dem Jüngeren gehörte, die über Winchester, Oxford und Northampton nach Kenilworth Castle zog. Dort wurden sie in der Nacht vom 1. zum 2. August außerhalb der Burg von den Truppen des Thronfolgers Lord Eduard im Schlaf überrascht. Grey geriet mit seinem Sohn John und zahlreichen anderen Anhängern Montforts in die Gefangenschaft der Anhänger des Königs. Nachdem die königliche Partei Montfort kurz danach bei Evesham entscheidend geschlagen hatte, wurde Grey zum Feind des Königs erklärt und seine Besitzungen wurden unverzüglich beschlagnahmt. Den Großteil seiner Besitzungen erhielt sein Bruder John, der während des Kriegs der Barone auf der Seite des Königs gestanden hatte. Ihrer Besitzungen beraubt, schlossen sich Grey und sein Sohn John nach ihrer Freilassung als sogenannte Enterbte den verbliebenen Rebellen an, von denen sich eine große Zahl in Kenilworth Castle verschanzt hatte. Nach langer Belagerung ergab sich die Besatzung von Kenilworth einschließlich Grey am 14. Dezember 1266. Nach dem Dictum of Kenilworth wurde ihm gestattet, seine Besitzungen zurückzuerwerben.
Wenig später muss Grey gestorben sein, denn sein Sohn John starb am 5. Januar 1272 im Besitz der Familiengüter Codnor und Thurrock, die er zuvor von seinem Vater geerbt haben musste.